# Lucy Niemeyer

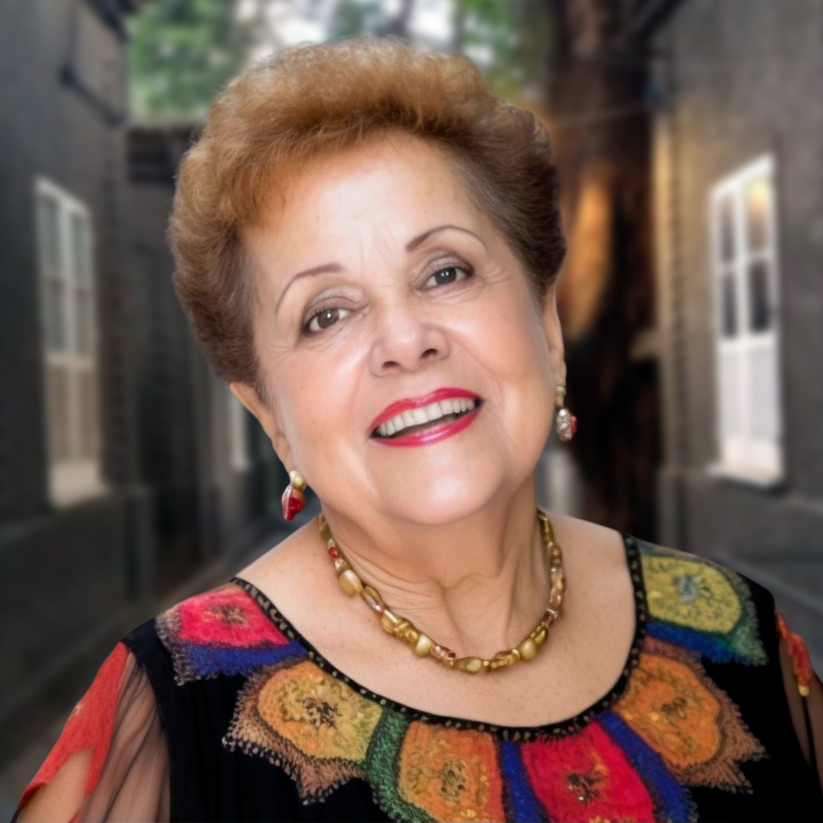
Retrato da Lucy Niemeyer na ESDI gerado por IA.

Lucy Carlinda da Rocha Niemeyer (Rio de Janeiro, 1945), também conhecida como Lucy Niemeyer, é uma autora, professora, pesquisadora, palestrante, e designer brasileira. É graduada pela ESDI, mestra em educação pela UFF e doutora em comunicação e semiótica pela PUC-SP. Também ministra palestras sobre o campo do design nacional e internacionalmente. Seu livro Design no Brasil: Origens e Instalação é um olhar crítico sobre a origem do design no país, além de uma reflexão sobre o papel do designer no processo de produção capitalista.
Lucy Niemeyer nasceu em 1945, na cidade do Rio de Janeiro, prima de segundo grau do arquiteto Oscar Niemeyer, mãe da Carla, da Claúdia e do Jorge.
Se formou no ensino secundário do Colégio de Aplicação da Universidade Federal do Rio de Janeiro (CAp UFRJ), e posteriormente, participou de um vestibular para ingressar em uma escola de nível superior, a ESDI, faculdade de design recém criada no Rio de Janeiro. Desta forma, começou a fazer parte da segunda turma da Escola Superior de Desenho Industrial e, concluiu a sua graduação em Design no ano de 1972. Em 1995, também recebeu o título de mestra em Educação pela Universidade Federal Fluminense (UFF).
Apesar de formada, permaneceu envolvida com o universo da ESDI, escola que era ponto de referência da área do Design no Brasil, e retornou às salas de aula, desta vez como professora. No ano de 1997, enquanto educadora, Niemeyer lançou o seu primeiro livro pela Editora 2AB, intitulado Design no Brasil: Origens e Instalação. Três anos após o lançamento do seu primeiro livro, Lucy decide lançar uma nova obra, chamada Tipografia: uma apresentação.
Lucy presidiu o IBDesign (Instituto Brasileiro do Design), foi vice-presidente da AEnD-BR (Associação de Ensino/Pesquisa de Nível Superior em Design), participou da editoração da revista Estudos em Design e da organização de todas as edições do P&Ds (Congresso Brasileiro de Pesquisa e Desenvolvimento em Design) até o ano de 2002.
Ainda em 2002, tornou-se doutora em Comunicação e Semiótica pela Pontifícia Universidade Católica de São Paulo (PUC-SP). Durante o mesmo ano, seu terceiro livro, Elementos de semiótica aplicados ao design é publicado.
Também realizou estágios de Pós-Doutorado pelo Programa de Pós-graduação da PUC-RJ e pela Unidade de Investigação em Design e Comunicação do IADE-U, em Lisboa.
Foi professora adjunta da ESDI/UERJ, professora visitante e pesquisadora de universidades em Portugal e professora adjunta do Departamento de Artes e Design da PUC-Rio. Enquanto docente na UERJ, Lucy lecionou para a Graduação as seguintes disciplinas: Desenvolvimento do Projeto de Produto I, Metodologia do Projeto II. Na Pós-graduação, ensinou: Semiótica aplicada ao design, Semiodesign: produtos e relações significantes.
Ao longo de sua carreira, Lucy Niemeyer se tornou especialista em diversas áreas do design, como: Comunicação, Semiótica, Tipografia, Conforto, Design Industrial, Design Gráfico, Design de Interiores, Projeto de Produto e Design Editorial.
Lucy Niemeyer publicou 14 livros, 16 artigos sobre design em revistas científicas e jornais especializados, 208 itens de produção técnica e orientou cerca de 408 trabalhos de conclusão de curso na área do Desenho Industrial, dentre eles: Design no Brasil: Origens e Instalação, Tipografia: uma apresentação, Elementos de semiótica aplicados ao design.
- Forminform
- Carmen Portinho

1. 1 2  «OFICINA III Pesquisa Exploratória Autora: Elaine Campos Orientadora: Marilúcia Magalhães. - ppt carregar». slideplayer.com.br. Consultado em 7 de fevereiro de 2023
2. 1 2 3  «Revista Convergências». convergencias.esart.ipcb.pt (em inglês). Consultado em 14 de dezembro de 2022
3. 1 2 3  Mello, Aline (22 setembro 2020). «Lucy Niemeyer - Teoria do Design». Teoria do Design. Maureen Schaefer. Consultado em 7 de fevereiro de 2023
4. ↑  Sá, Gabriela (13 de janeiro de 2020). «Mulheres na história do design no Brasil : 1930 - 1979». Biblioteca Digital da Produção Intelectual Discente. Consultado em 7 de fevereiro de 2023
5. ↑  «Lucy Niemeyer faz pós-doutoramento de Design em Portugal». diarioimobiliario.pt. Consultado em 7 de fevereiro de 2023
6. ↑  Niemeyer, Lucy (1998). Design no Brasil : origens e instalação 2a. ed ed. Rio de Janeiro: 2AB. OCLC 46974544
7. 1 2 3 4 5 6 7  «Lucy Niemeyer, autora académica brasileira». tipografos.net. Consultado em 14 de dezembro de 2022
8. 1 2 3 4  «VERBETES – Memórias do Design ESPM». memoriasdodesign.espm.br. Consultado em 14 de dezembro de 2022
9. ↑  Ada (6 de novembro de 2019). «Mulheres no design brasileiro: você as conhece?». Conceito Ada (em inglês). Consultado em 14 de dezembro de 2022

- Depoimento da Lucy Niemeyer - MemóriasDoDesignCarioca
- Diálogos com Lucy Niemeyer - Formação em Design

###### Livros
- Design no Brasil: Origens e instalação.
- Tipografia: uma apresentação.
- Elementos de semiótica aplicados ao design.